# Leader (niederländische Automarke)
Leader ist eine ehemalige niederländische Automarke.

## Unternehmensgeschichte
Das Unternehmen Bosch, Zijlstra & Rupp aus Arnhem begann 1904 mit der Produktion von Automobilen. 1905 wurde die Produktion eingestellt.

## Fahrzeuge
Es wurden Kleinwagen hergestellt. Viele Teile wurden aus Frankreich importiert. Die Motoren kamen von Aster oder De Dion-Bouton.